# Une heure près de toi
Pour plus de détails, voir Fiche technique et Distribution.
Une heure près de toi (One Hour with You) est un film américain en noir et blanc réalisé par Ernst Lubitsch, sorti en 1932.
Le film est un remake parlant de Comédiennes sous la forme d'une comédie musicale avec la musique d'Oscar Straus. George Cukor, crédité au générique, a tourné une bonne partie du film, dans un premier temps, mais Ernst Lubitsch, insatisfait par le résultat, en retourne la quasi-intégralité, il s'agit donc bien d'un film d' Ernst Lubitsch.

## Synopsis
Le Dr André Bertier (Maurice Chevalier) vit en couple heureux avec Colette (Jeanette MacDonald). Mais leur mariage va être mis à mal par l'arrivée de la meilleure amie de Colette, Mitzi Olivier (Genevieve Tobin) qui s'efforcera d'être aimée d'André, tout en faisant croire à Colette que celui-ci est amoureux d'une certaine mademoiselle Martel (Josephine Dunn). Colette, lors d'un bal voit à plusieurs reprises son mari en compagnie de cette Martel et soupçonne qu'il la trompe. André la trompe, en effet, mais avec Mitzi. Le mari de celle-ci, le professeur Olivier (Roland Young) apprend l'histoire via son détective et décide de divorcer appelant le docteur Berthier comme témoin, ce qui le forcerait d'avouer son infidélité publiquement. De son côté, Colette essaie de se consoler en acceptant la déclaration d'amour d'un de ses amis, Adolph (Charles Ruggles). Finalement, l'élément perturbateur Mitzi repartant à Lausanne, André et Colette reprennent leur vie tranquille et amoureuse.

## Fiche technique
- Titre : Une heure près de toi
- Titre original : One Hour with You
- Réalisation : Ernst Lubitsch, assisté de George Cukor
- Scénario : Samson Raphaelson d'après la pièce de théâtre de Lothar Schmidt
- Photographie : Victor Milner, assisté de William C. Mellor (cadreur, non crédité)
- Montage : William Shea
- Musique : W. Franke Harling, Oscar Straus, Rudolph G. Kopp, John Leipold
- Décors : Hans Dreier
- Costumes : Travis Banton
- Producteur : Ernst Lubitsch
- Société de production : Paramount Pictures
- Société de distribution: Paramount Pictures
- Pays d'origine :  États-Unis
- Langue : anglais
- Format : Noir et blanc — 35 mm — 1,37:1 — Son : Mono
- Genre : Comédie musicale
- Durée : 80 min
- Dates de sortie :
  - États-Unis :  22 mars 1932
  - France : 6 juin 1932
  - Ressortie française : 12 septembre 2018

## Distribution
- Maurice Chevalier : le docteur André Bertier
- Jeanette MacDonald : Colette Bertier
- Genevieve Tobin : Mitzi Olivier
- Roland Young : le professeur Olivier
- Charles Ruggles : Adolph
- Josephine Dunn : mademoiselle Martel
- George Barbier : le commissaire de police
- Richard Carle : le détective
- George Davis (non crédité) : un chauffeur de taxi